# Parnassius clodius

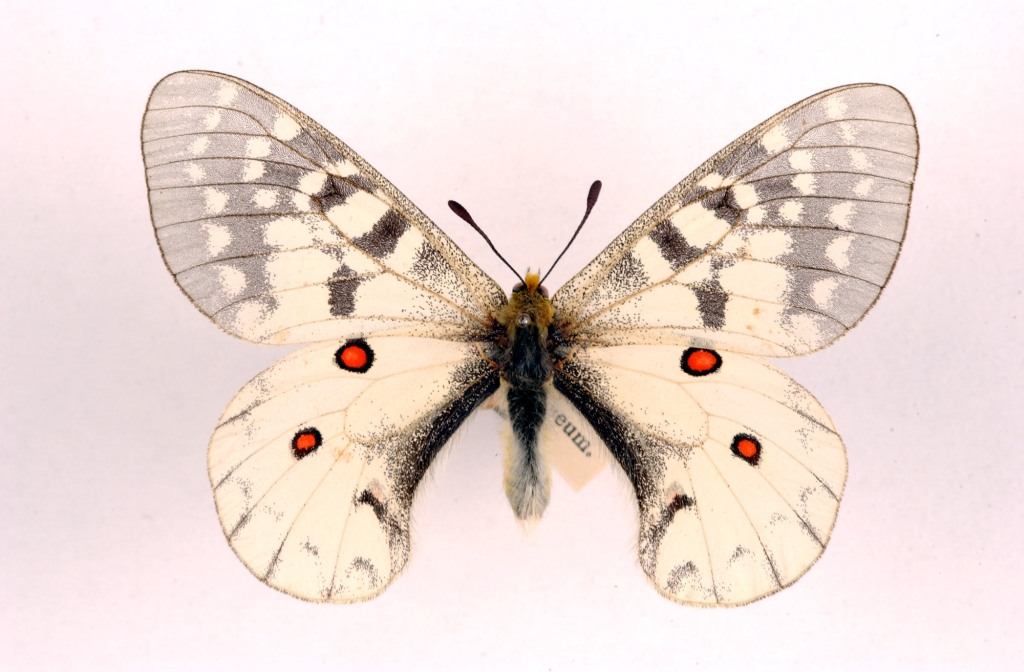
Präparat eines Männchens

Parnassius clodius ist ein Schmetterling (Tagfalter) aus der Familie der Ritterfalter (Papilionidae).

## Merkmale

### Falter
Die Flügelspannweite der Falter beträgt 50 bis 62 Millimeter. Die Grundfarbe aller Flügel ist weiß. Auf der Oberseite der Vorderflügel heben sich mehrere bindenartige, schwärzliche, jedoch keine roten Flecke ab. Die Submarginalregion ist sehr dünn beschuppt und glasig durchscheinend. Auf den Hinterflügeln befinden sich in der Regel zwei rote, schwarz umrandete Augenflecke. Die Weibchen haben insgesamt eine kontrastreichere und dunklere Färbung als die Männchen, insbesondere die Exemplare aus Alaska. Die Flügelunterseiten entsprechen farblich im Wesentlichen den Oberseiten, sind jedoch etwas blasser. Alle Zeichnungselemente können je nach der geographischen Region oder der jeweiligen Höhenlage des Vorkommens in ihrer Intensität variieren. Begattete Weibchen tragen am Hinterleib eine Sphragis aus Chitin. Die Fühler sind bei beiden Geschlechtern einfarbig schwarz und nicht geringelt.

### Raupe
Ausgewachsene Raupen haben eine schwarze bis schwarzbraune Farbe. Auffällig heben sich gelbe Punkte ab, die auf jedem Segment vorhanden sind. Der Körper ist außerdem mit kurzen, dünnen Haaren überzogen.

### Ähnliche Arten
Parnassius eversmanni, im englischen Sprachgebrauch auch als Yellow Apollo (Gelber Apollo) bezeichnet, unterscheidet sich von Parnassius clodius dadurch, dass der mittige rote Augenfleck auf der Oberseite der Hinterflügel meist mit der dunklen, nahe dem Tornus beginnenden Binde verbunden ist oder zumindest nahe an diese heranreicht. Die Männchen haben zudem eine gelbliche Grundfarbe.
Parnassius phoebus ist an den abwechselnd schwarz und weiß geringelten Fühlern von den beiden vorgenannten Arten gut zu unterscheiden. Einige weibliche Exemplare zeigen zudem auch rote Augenflecke auf der Vorderflügeloberseite und haben stets einen schaufelförmigen Fortsatz an der Sphragis.
Weitere im Erscheinungsbild ähnliche Arten kommen in Nordamerika nicht vor, wodurch eine Verwechslungsgefahr schon aus geographischen Gründen nicht gegeben ist.

## Verbreitung und Lebensraum
Parnassius clodius kommt in einem Streifen von Alaska über British Columbia und weiter südlich bis Kalifornien vor. Die östlichste Ausdehnung reicht bis nach Wyoming, Idaho und Nevada. Da die Art nur in Nordamerika zu finden ist, wird sie dort auch als American Apollo bezeichnet. Sie besiedelt bevorzugt offene Gebirgs- und Hügellandschaften.

## Lebensweise
Hauptflugzeit der Falter sind die Monate Juni und Juli. Sie besuchen zur Nektaraufnahme gerne verschiedene Blüten. Die Weibchen verstreuen die gelbbraunen Eier einzeln, aber wahllos in der Nähe der Nahrungspflanzen. Die Raupen ernähren sich von den Blättern verschiedener Erdrauchgewächse (Fumariaceae), wie der Amerikanischen Herzblume (Dicentra formosa) sowie von Dicentra pauciflora oder Dicentra uniflora. Da die Nahrungspflanzen auch Giftstoffe enthalten, die in Raupe, Puppe und Falter gespeichert werden, werden die Tiere von Fressfeinden gemieden. Als zusätzliche Warnung dienen die roten Augenflecke der Falter. Die Verpuppung erfolgt in einem Kokon an der Erde. Die Art überwintert als Ei und überliegt in höheren Lagen zuweilen zwei Jahre.

## Unterarten
Folgenden Unterarten werden genannt:
- Parnassius clodius altaurus
- Parnassius clodius baldur
- Parnassius clodius claudianus
- Parnassius clodius incredibilis
- Parnassius clodius menetriesii
- Parnassius clodius pseudogallatinus
- Parnassius clodius shepardi
- Parnassius clodius sol
- Parnassius clodius strohbeeni